# Hollywoo
Pour plus de détails, voir Fiche technique et Distribution.
Hollywoo est une comédie franco-belge réalisée par Frédéric Berthe et Pascal Serieis, sortie le 7 décembre 2011 au cinéma, avec dans les rôles principaux Florence Foresti, Jamel Debbouze, et Nikki Deloach.

## Synopsis
Jeanne Rinaldi gagne sa vie en doublant Jennifer Marshall dans une série télévisée (L.A Couples). Lorsqu'elle apprend que Jennifer annonce quitter la série, Jeanne s'envole pour Hollywood afin de la convaincre de revenir dans la série. Là-bas, elle fait la rencontre de Farrès, qui lui ouvre les portes du star system.

## Fiche technique
- Titre : Hollywoo
- Réalisation : Frédéric Berthe, Pascal Serieis
- Scénario : Florence Foresti, Xavier Maingon, Pascal Sereis avec la collaboration de Frédéric Jurie
- Producteurs : Jean-Baptiste Dupont et Cyril Colbeau-Justin
- Sociétés de production : Studiocanal, TF1 Films Production, Lorette Production, uFilm, uFund, LGM Productions, Nexus Factory, et Comme Une Grande Production
- Participations à la production : A Plus Image 2, Coficup, Backup Films, Canal+ et crédit d'impôt Tax shelter
- Budget : 16M€[2]
- Production déléguée : SPAD Films
- Lieux de tournage : Paris et Los Angeles dont le Grauman's Chinese Theatre (Hollywood Boulevard)
- Photographie : Ludovic Colbeau-Justin
- Montage : Philippe Bourgueil
- Directrice artistique : Charlotte Newman
- Casting : Kim Coleman
- Décors : Franck Benezech
- Musique : Philippe Rombi
- Supervision musicale : My Melody (Rebecca Delannet et Astrid Gomez-Montoya)
- Effets visuels numériques : Bedigital
- Société de distribution : Studiocanal (France), StudioCanal UK ( Royaume-Uni) et Frenetic Films (de)( Suisse)
- Pays d'origine :  France,  Belgique
- Langue : français, anglais
- Genre : comédie
- Format : Panavision anamorphique - 2.35 : 1 - D-Cinema - Super 35 (en) - 35 mm - Digital intermediate (en)
- Son : DTS et Dolby Digital
- Durée : 107 minutes
- Postproduction : Laboratoires Eclair
- Visa d'exploitation n° 126 522
- Date de sortie : 7 décembre 2011 (France)
- Date de sortie DVD et Blu-ray : 11 avril 2012
- Date de sortie VOD : 9 avril 2012

## Distribution
- Florence Foresti : Jeanne Rinaldi
- Jamel Debbouze : Farres Touzani
- Nikki DeLoach : Jennifer Marshall
- Jeff Roop : Mike, le partenaire de Jennifer
- Muriel Robin : l'agent de Jeanne
- Demetrius Grosse : membre gang rap
- Ben Wise : Shankar, le garde pakistanais
- Sophie Mounicot : Marie
- Grégoire Bonnet : Cédric
- Jérôme Commandeur : Bob, un collègue du studio de doublage
- Kirk B. R. Woller (en) : Jordan, le réceptionniste
- Laurie Searle : Steinhauer
- Robert Maschio : Goldman
- Lévanah Solomon : Enfant Marie 2
- Oriane Solomon : Enfant Marie 3
- Eythan Solomon : Enfant Marie 4
- Alex Lutz : Jean-Philippe
- Karl Lagerfeld : lui-même
- Odile Schmitt : Pénélope
- Éric Massot : un technicien du studio de doublage
- Christopher Nelson : le détenu blond de la prison
- Céline Iannucci : elle-même[3].
- Diam's : voix chantée à la radio
- Ophélie Winter : voix chantée à la radio

## Bande originale
- Pass the Dutchie de Musical Youth (cette chanson est répétée plusieurs fois dans le film notamment pendant le générique de fin).
- How to Save a Life de The Fray passe à deux reprises dans le film, et sert également de générique de fin.
- Plusieurs chansons du groupe The Heavy notamment How you like me now lors des deux premières apparitions de Jamel Debbouze mais aussi The Sixteen.
- La Boulette de Diam's passe lors de deux scènes.

| N° | Titre                              | Artiste        | Durée |
| -- | ---------------------------------- | -------------- | ----- |
| 1  | Pass the Dutchie                   | Musical Youth  | 9:53  |
| 2  | Dieu m'a Donné La Foi              | Ophélie Winter | 4:01  |
| 3  | The Seed 2.0 (feat. Cody Chesnutt) | The Roots      | 3:44  |
| 4  | How You Like Me Now?               | The Heavy      | 3:14  |
| 5  | Boom (feat. Snoop Dogg)            | T-Pain         | 5:26  |
| 6  | Boulette                           | Diam's         | 3:38  |

## Accueil

### Critique
Sur le site Allociné, le film recueille de la part des internautes une note moyenne de 2.4 sur 5, basée sur 7081 votes et 1098 critiques.
Sur le même site, les critiques presse mentionnées donnent une note moyenne de 2,4 sur 5, basée sur 5 critiques.

#### Censure des projections presses
Le 27 janvier 2012, à quelques jours de la sortie du film La Vérité si je mens ! 3, la journaliste Florence Leroy dévoile sur France Inter que certains journalistes se sont vu refuser l'entrée des projections presse du film Hollywoo par le distributeur Mars Distribution.
Ces projections, destinées aux critiques professionnels, ont exclu certains médias au motif que ces journalistes ou journaux étaient susceptibles d'écrire une critique négative au sujet du film. L'information est confirmée par plusieurs journalistes — citant également à ce sujet Hollywoo — interrogés par Rue89 et dénoncés par certaines critiques.
L'affaire dévoile, a posteriori, que d'autres sorties de films ont également été mises à mal par des pratiques de filtrage similaires, notamment Hollywoo,,.

### Box-office
Le film réalise plus de 733 365 entrées la semaine de sa sortie, pour un cumul total de 2 335 750 entrées à la fin de janvier 2012.

## Distinctions

### Nominations
- Gérards du Cinéma 2012 : nomination au Gérard du plus mauvais film
- 19e cérémonie des Trophées du Film français : nomination au Trophée du public (élu par les internautes des sites du groupe TF1)